# Lumbrineris magnidentata
Lumbrineris magnidentata är en ringmaskart som beskrevs av Winsnes 1981. I den svenska databasen Dyntaxa används istället namnet Scoletoma magnidentata. Enligt Catalogue of Life ingår Lumbrineris magnidentata i släktet Lumbrineris och familjen Lumbrineridae, men enligt Dyntaxa är tillhörigheten istället släktet Scoletoma och familjen Lumbrineridae. Arten är reproducerande i Sverige. Inga underarter finns listade i Catalogue of Life.